# Арензвил (Илиноис)
Арензвил (енгл. Arenzville) град је у америчкој савезној држави Илиноис.

## Демографија
По попису из 2010. године број становника је 409, што је 10 (-2,4%) становника мање него 2000. године.
| Група             | 2000.       | 2010.       |
| Белци             | 418 (99,8%) | 395 (96,6%) |
| Афроамериканци    | 0 (0,0%)    | 0 (0,0%)    |
| Азијати           | 0 (0,0%)    | 0 (0,0%)    |
| Хиспаноамериканци | 0 (0,0%)    | 11 (2,7%)   |
| Укупно            | 419         | 409         |